# 加博尔·德奈什
（匈牙利語發音：[ˈɡaːbor ˈdeːnɛʃ]；1900年6月5日—1979年2月9日），英语名丹尼斯·加博尔（英語：Dennis Gabor，/ˈɡɑːbɔːr, ɡəˈbɔːr/ GAH-bor, gə-BOR;），英国籍匈牙利裔猶太人物理学家，因发明全息摄影而获得1967年的英國物理學會楊氏獎及1971年诺贝尔物理学奖。
2010年6月5日，Google主页的LOGO为一个全息摄影的Google图标，以纪念丹尼斯诞辰110周年。

## 以丹尼斯·蓋博命名的奖项
每年一次的丹尼斯·蓋博獎，由SPIE（International Society for Optical Engineering）颁发。